# Gottlieb Pot d’Or

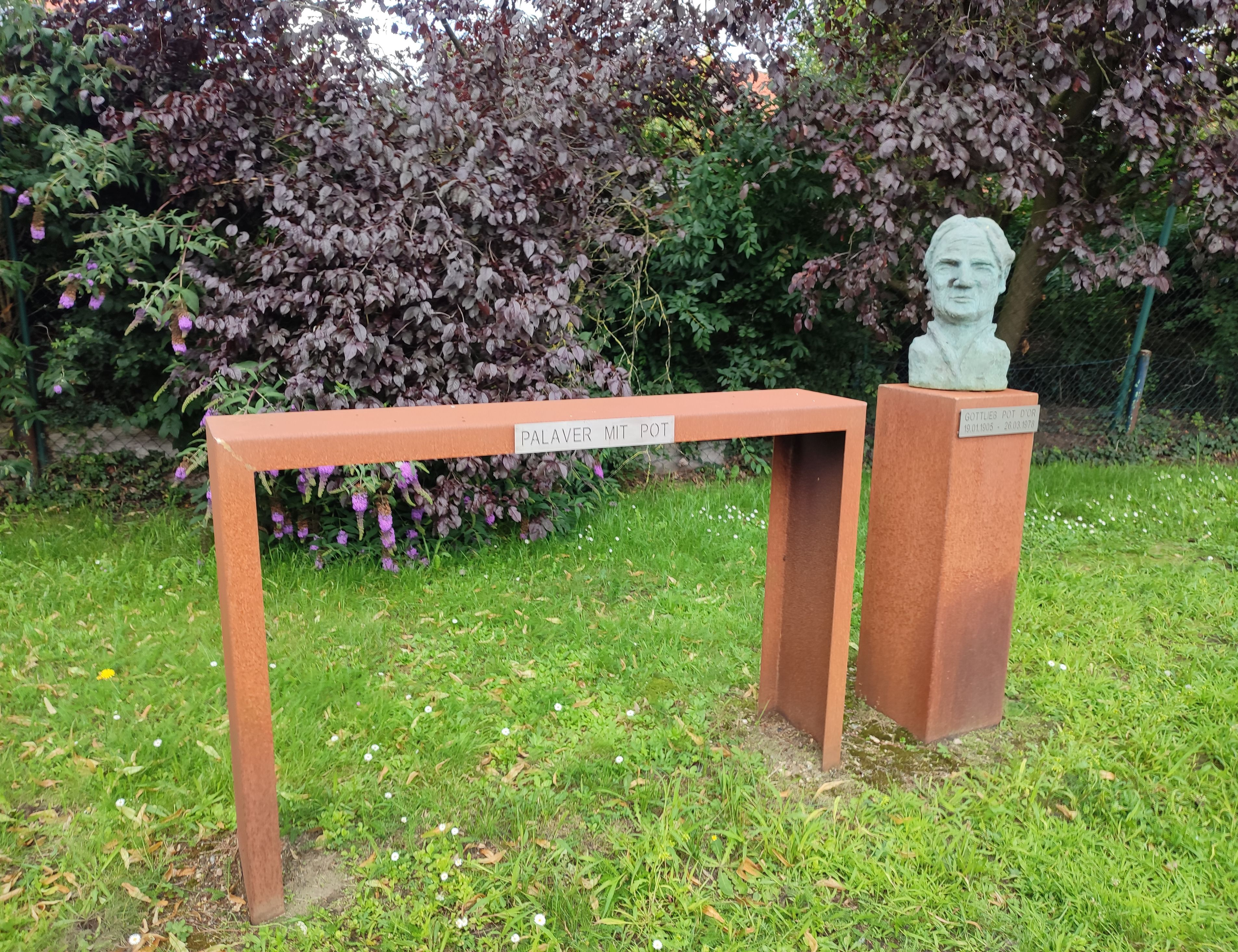
Denkmal in Form einer Bank und eine Büste von Gottlieb Pot d’Or

Gottlieb Pot d’Or (* 19. Januar 1905 in Bremen; † 26. März 1978 in Schweringen) war ein deutscher Künstler. Die Vorfahren der Familie kamen aus Flandern.
Pot d’Or lebte und arbeitete seit 1932 in Schweringen (Niedersachsen). Er war als Künstler regional tätig und ist insbesondere durch seine großflächigen Wandbilder und Mosaiken bekannt geworden. Er war in den 1950er und 1960er Jahren maßgeblich an der bildnerischen Gestaltung von Schulen, Sparkassen, Banken und Kirchen im damaligen Landkreis Grafschaft Hoya beteiligt.
Studienreisen führten ihn nach Norwegen, Italien, Österreich, Holland, Dänemark, Belgien, England, Frankreich. Impulse erhielt er von den Großen der Moderne, wie Kokoschka, Chagall, Picasso; besondere Aufmerksamkeit widmete er den Künstlern des Expressionismus, des Kubismus und auch des Surrealismus.
Das Werk Pot d’Ors lässt sich nicht eindeutig einer Stilrichtung zuordnen, da er eine eigene Farb- und Formensprache, die von der Gegenständlichkeit bis zur Abstraktion reicht, entwickelte. In Handzeichnungen, Drucken, Altar- und Tafelbildern, Wandgemälden, Glasfenstern, Mosaiken und Skulpturen drückte er seine Sicht der Dinge aus, und weit über den Landkreis hinaus haben Privatsammler, Banken oder Gemeinden Arbeiten von ihm erworben.

## Leben
Durch den Worpsweder Künstler Heinrich Vogeler wurde Gottlieb Pot d’Or zum Studium an der Bremer Kunstgewerbeschule (8 Semester) angeregt. Danach arbeitete er für ein Jahr in einer Bremer Druckerei. Eine mehrmonatige Auslandsreise führte ihn nach Norwegen, danach (1932) ein halbjähriger Studienaufenthalt in Italien nach Florenz und Rom. Nach seiner Rückkehr erhielt er Aufträge zur Restauration von Kirchen (Schnitzarbeiten an Kirchenaltären, Bildrestaurierung und Wandmalerei) im damaligen Landkreis Grafschaft Hoya. 1932 erfolgte der Umzug nach Schweringen.
Im Zweiten Weltkrieg war Pot d’Or von 1940 bis 1945 als Soldat in verschiedenen Ländern (Sowjetunion, Polen, Ruhrgebiet) eingesetzt. Dabei hinterließen die Kriegsjahre 1941/42 in Weißrussland prägende Eindrücke. Während seiner Zeit in sowjetischer Kriegsgefangenschaft fertigte er viele Skizzen und Zeichnungen an. Nach dem Krieg kehrte er nach Schweringen zurück und lebte und wirkte dort über drei Jahrzehnte. 1977 – ein Jahr vor seinem Tod – unternahm er seine letzte Studienreise nach Italien.

## Ausstellungen
Seine Kunst präsentierte Pot d’Or von 1952 an in vielen Ausstellungen einer breiten Öffentlichkeit, sowohl in der Nähe seines Wohnortes in Ortschaften wie Schweringen, Hoyerhagen, Bücken, Balge, Nienburg, Verden, Hoya, Wechold, Syke, Heiligenrode, Nordwohlde, aber auch und vor allem in Bremen, Worpswede, Aachen, Amsterdam, Rotterdam, Kopenhagen und Salzburg. Darüber hinaus beteiligte er sich an Ausstellungen in Düsseldorf, Minsk und Smolensk. In der Heimatstube Schweringen ist ein Querschnitt seiner Werke im Original und in Form von Fotos ausgestellt, auch Skizzenbücher sind hier einzusehen.

## Werke
Zahlreiche Ölbilder, Wandgemälde, Tafelbilder, großflächige Mosaiken und Kirchenfenster in Schulen, Sparkassen, Banken, Kirchen u. a. an verschiedenen Orten im damaligen Landkreis Grafschaft Hoya.

### Datierte Werke
- 1932: Wandbild, Friedhofskapelle Schweringen (nicht mehr vorhanden)
- 1938: Altarbild, Kirche Probsthagen
- 1947: Frau mit Männerkopf. Öl auf Leinwand[1]
- 1952: Gemälde Jacke wie Hose (Öl auf Papier)
- 1954: Wandbild (fast zerstört) und Tonreliefs, Jugendheim Schweringen
- 1955: Wandbild, Kreissparkasse Hoya (nicht mehr vorhanden)
- 1958: Wandbild, Schule Heiligenrode
- 1961: Wandbild und Glasfenster, Schule Hoyerhagen
- 1961: Glasfenster, Friedhofskapelle Barrien
- 1964: Glasfenster, Chor der Klosterkirche Heiligenrode
- 1965: Wandbild, Grundschule Barrien
- 1966: Wandbild, Aula der 'Schule am Weserbogen' Wechold
- 1966: zwei Wandobjekte, Forum der Hacheschule Syke
- 1967: Wandbild, Mittelpunktschule Nordwohlde
- 1968: Mosaik Auferstehung Christi, Friedhofskapelle Schweringen (es ersetzte das 1932 gemalte Wandbild)
- 1970/1971: Die Stadt (Triptychon)
- 1971: Mosaik, Schwesternwohnheim Hoya (nicht mehr vorhanden)
- 1977: Mosaik aus Weserkieseln, Fassade der Turnhalle Schweringen

### Undatierte Werke

Wandbild Grundschule Melchiorshausen

- Gemälde Nach der Panzerschlacht von Bobruisk
- Gemälde Der gehängte Partisan
- Altarbild (Triptychon), schweringer Kreuz-Kirche
- Tafelbild, Sparkasse Bücken
- Wandbild, Volksschule Melchiorshausen (1960er Jahre, nicht mehr vorhanden)
- Wandbild, Altersheim Bruchhausen-Vilsen (1960er Jahre, nicht mehr vorhanden)
- Mosaik, Lehrerwohnhaus Schweringen (1960er Jahre)
- Tafelbilder, Kreiskrankenhaus Hoya, innere Abteilung (1960er Jahre, nicht mehr vorhanden)
- Wandobjekt Ritter und Äbtissin (Metall mit Email) im Kreishaus Syke (um 1970)
- großflächige Wandarbeit, Volksbank Schweringen (1970er Jahre)
- Tafelbild, Volksbank Bücken (1970er Jahre)
- Wandbild, Volksbank Wechold (1970er Jahre)